# Kroppshåla
Kroppshåla är ett inre hålrum i ett djur som rymmer organ. Hos däggdjur finns bukhålan som rymmer magsäcken, levern och tarmarna, och brösthålan som innehåller lungsäcken med lungorna och hjärtsäcken med hjärtat. Dessa kroppshålor bildas genom en invikning i det tidiga embryots buksida. 
I ett senare skede sker även en invikning på embryots ryggsida som bildar hjärnskålen och ryggmärgskanalen. Denna kroppshåla bildar hjärnans ventrikelsystem och det subaraknoidala utrymmet längs ryggmärgen, och är fyllt med cerebrospinalvätska för att motstå stötar.
Kräldjur har ingen fullständig diafragma och har därför en gemensam bröst- och bukhåla.
Acoelomater saknar kroppshåla. 